# Јосо Шокчић
Јосо Шокчић (Суботица, 7. априла 1902 - Суботица, 27. јуна 1968) је био буњевачки новинар, песник и историчар и једна од запажених фигура у међуратној Суботици. Највише је познат по књизи Суботица пре и после ослобођења (1934), која описује како је Суботица ушла у састав Краљевине СХС 1918., као и по уређивању листа „Невен” од 1935. до 1940.
Дуго година је радио у редакцији суботичког дневника Бачмеђеи напло. Вичан перу, оставио је иза себе више радова историјске тематике. Писао је и радио у корист владајућих режима у међуратној Југославији. Сађаравио је у више листова и часописа, укључујући и Летопис Матице српске. Био је члан више друштава, од којих се издваја Историјско друштво НР Србије.

## Биографија
Рођен је 7. априла 1902. у Суботици као син Буњевца адвоката Антуна Шокчића и Мађарице домаћице Терез Кадар. Захваљујући чињеници да му је мајка била Мађарица лако је усвојио мађарски језик. 
По распаду Аустро-Угарске прикључио се мађарским левичарима, који су основали Радничку стражу у Суботици. Као тинејџер учествовао је у мађарској револуцији 1919. 
Почетком двадесетих радио је као чиновник у Суботици. Подржавао је Народну радикалну странку за коју је и јавно агитовао. Уређивао је „Буњевачке новине” 1925. Прешао је у лето 1925. у редакцију „Бачмеђеи Наплоа”, где је остао све до забране овог листа априла 1941. После Другог светског рата је радио у редакцији Хрватске ријечи. Оставио је иза себе више дела, од којих су му најдрагоценија она историјског карактера. Део радова остао му је у рукопису.
У почетку је као присталица режима негирао хрватство Буњеваца, а на крају је под утиском успеха хрватског покрета међу бачким Буњевцима и Шокцима признао своје заблуде у свом листу „Невен” и изјасио се као заговорник хрватства ових двеју етничких група.

## Реренце
1. ↑  Обзор, четвртак, 29. децембра 1938, бр. 294, стр. 1
2. ↑  Невен, 1. децембар 1939, бр. 41, стр. 1-2